# Agustín Patrón Correa
Agustín Patrón Correa fue un hacendado henequenero y político mexicano, nacido el 16 de abril de 1874 en Mérida, Yucatán. Fue gobernador interino del estado de Yucatán en 1911 en los momentos en que Francisco I. Madero y José María Pino Suárez, fungían como presidente y vicepresidente de México, respectivamente.

## Datos históricos
El antecesor de Agustín Patrón, Nicolás Cámara Vales, que era hermano político del vicepresidente Pino Suárez, fue nombrado gobernador interino de Yucatán en 1911. Después de ello, Cámara Vales participó en las elecciones de 1912 para aspirar nuevamente a la gubernatura constitucional. Fue precisamente en ese interregno de Nicolás Cámara cuando Patrón Correa fue designado gobernador interino a fin de conducir el proceso electoral del momento en el que resultó elegido su amigo y correligionario.
Durante su breve mandato, Patrón Correa promulgó una ley orientada a la regulación del mercado del henequén, dándole facultades especiales a la Comisión Reguladora del Mercado del Henequén que había creado su antecesor.